# United-Air-Lines-Flug 629
Am 1. November 1955 stürzte auf dem United-Air-Lines-Flug 629 (Flugnummer: UA629) eine Douglas DC-6B ab, nachdem eine Bombe an Bord explodiert war. Bei dem Unfall kamen alle 44 Menschen an Bord ums Leben. Als Täter wurde Jack Gilbert Graham, der Sohn einer Passagierin, ermittelt, der aus Rache und Habgier gehandelt hatte.

## Maschine und Insassen
Bei der auf Flug 629 eingesetzten Maschine handelte es sich um eine Douglas DC-6B, die ihren Erstflug im Jahr 1952 absolviert hatte. Es war die 224. endmontierte DC-6 aus laufender Produktion mit der Werksnummer 43538. Die Maschine war mit vier Sternmotoren des Typs Pratt & Whitney R-2800 ausgestattet. Sie wurde auf den Namen Mainliner Denver getauft und trug das Luftfahrzeugkennzeichen N37559.
Es befanden sich 39 Passagiere und 5 Besatzungsmitglieder an Bord. Der jüngste Passagier war 13 Monate, der älteste 81 Jahre alt.

## Flugverlauf
Die Maschine war auf dem LaGuardia Airport in New York City gestartet und hatte unterwegs einen planmäßigen Zwischenstopp auf dem Chicago Municipal Airport eingelegt. Auf dem Stapleton International Airport landete die Maschine um 18:11 Uhr mit 11-minütiger Verspätung. Nach dem Zwischenstopp wurde die Maschine mit 3400 Gallonen (ca. 13.000 Liter) Treibstoff betankt, außerdem stieg eine neue Flugzeugbesatzung zu. Kapitän Lee Hall, ein Kampfpilot aus dem Zweiten Weltkrieg, sollte die Maschine auf ihrem Weiterflug steuern. Die verspätete Ankunft in Stapleton wirkte sich auch auf den Weiterflug der Maschine aus. Die DC-6 hob um 18:52 Uhr Ortszeit ab. Um 18:56 Uhr gab die Besatzung einen letzten Funkspruch ab, wobei sie das Überfliegen des Drehfunkfeuers von Denver meldete.

## Unfallhergang

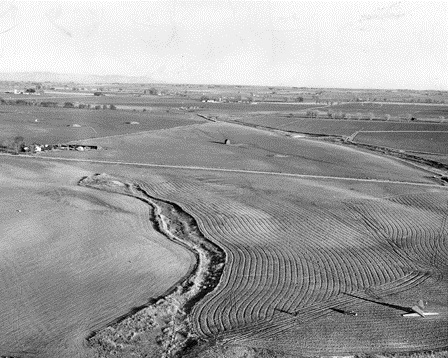
Unten rechts das abgerissene Heckleitwerk der DC-6

Sieben Minuten nach dem Start bemerkten die Fluglotsen in Stapleton zwei Lichtquellen am Horizont, die binnen 35 bis 40 Sekunden mit ungefähr derselben Geschwindigkeit zu Boden gingen. Unmittelbar darauf sichteten sie in derselben Richtung einen Lichtblitz, der so hell war, dass er die in 10.000 Fuß (ca. 3000 Meter) Höhe hängende Wolkendecke erleuchtete.
Die Lotsen versuchten mit allen Maschinen in der Umgebung Kontakt aufzunehmen, um zu überprüfen, ob eine Notlage vorlag. Die DC-6 des United-Air-Lines-Fluges 629 meldete sich als einzige nicht.
Nach dem Absturz gingen zahlreiche Notrufe von Bewohnern der Region um Longmont ein. Die Anrufer berichteten von lauten Explosionen und brennenden Trümmerteilen, die vom Himmel gefallen waren.

## Bergungsarbeiten
Die Rettungsmannschaften konnten nur noch den Tod aller 44 Insassen der Maschine feststellen. Die Trümmer der Maschine waren über eine Fläche von sechs Quadratmeilen (ca. 15,5 Quadratkilometer) verstreut, sie waren auf Zuckerrübenfelder gestürzt.
Es konnte ein Auseinanderbrechen der Maschine in der Luft festgestellt werden. Große Trümmerstücke der Tragflächen, Triebwerke und der mittleren Rumpfsektionen konnten aus zwei Kratern geborgen werden, die 150 Fuß (46 Meter) voneinander entfernt waren. Die Brandmuster ließen darauf schließen, dass sich die großen Treibstoffmengen, die an Bord waren, beim Aufprall entzündet hatten. Die Brände waren so gewaltig, dass sie trotz aller Löschversuche drei Tage anhielten.

## Unfalluntersuchung
Aufgrund der immensen Wucht der Explosion wurde schon früh darüber spekuliert, dass die Maschine durch einen Bombenanschlag und nicht etwa ein technisches Problem oder einen Pilotenfehler abgestürzt war. Am 2. November zitierte die New York Times den Zeugen Conrad Hopp, einen Farmer, der in der Nähe der Absturzstelle wohnte. Hopp behauptete, dass er und seine Familie eine gewaltige Explosion gehört hatten, die sich anhörte, als wäre eine Bombe hochgegangen. Hopp sei daraufhin aus dem Haus gerannt und hätte ein großes Feuer am Himmel über seinem Stall erblickt.

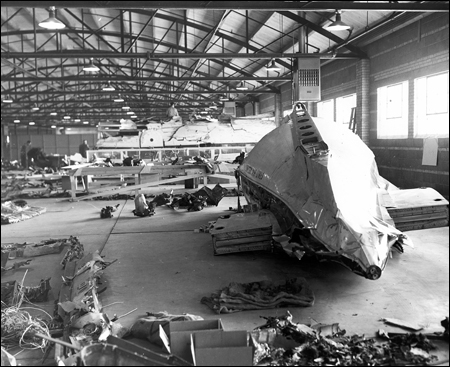
Die Trümmerteile wurden in einer Lagerhalle in Denver zusammengetragen

Der Flugunfall wurde durch das Civil Aeronautics Board untersucht. Die Ermittler stellten fest, dass sich die Explosion nahe dem Heckleitwerk ereignet hatte. Sie war so stark, dass sie den Rumpf im hinteren Bereich in viele kleine Teile zerrissen hatte und man ausschließen konnte, dass sie durch eine der flugzeugeigenen Baugruppen verursacht worden war. Gegenstände aus dem im hinteren Teil der Maschine gelegenen Frachtabteil Nr. 4 wiesen außerdem einen starken Sprengstoffgeruch auf.
Der Verdacht, dass eine Bombe an Bord der Maschine explodiert sei, wurde auch durch den Fund von Metallstücken ungewöhnlicher Stärke gestützt, die keiner Baugruppe der Maschine angehören konnten und mit grauem Ruß bedeckt waren. Bei Laboruntersuchungen von Strukturfragmenten des hinteren Frachtabteils wurden jeweils Kontaminationen mit chemischen Stoffen festgestellt, die als Nebenprodukte von Dynamitexplosionen bekannt waren. Es wurde vermutet, dass der Ursprung der Explosion von dem Gepäckstück eines der Passagiere ausgegangen war.

## Ermittlungen des FBI
Als sich die Hinweise auf ein Verbrechen verdichteten, schaltete sich auch das FBI in die Ermittlungen zu diesem Fall ein. Die Ermittlungen konzentrierten sich auf das Lebensumfeld der in Denver zugestiegenen Passagiere; es wurde der Frage nachgegangen, ob sie möglicherweise Feinde hatten. Einige Passagiere hatten vor dem Abflug Lebensversicherungen am Flughafen Denver abgeschlossen, so auch die 53-jährige Geschäftsfrau Daisie Eldora King, die sich auf dem Weg nach Alaska befand, um dort ihre Tochter zu besuchen. Nachdem die Ermittler ihren Koffer identifiziert hatten, fanden sie darin Zeitungsausschnitte, in denen über die Verurteilung ihres Sohnes, Jack Gilbert Graham, wegen Urkundenfälschung in Zusammenhang mit gefälschten Schecks berichtet wurde. Graham hegte Groll gegen seine Mutter, da sie ihn als Kind in ein Kinderheim gegeben hatte. Er war sowohl in ihrem Testament als auch in der Lebensversicherung als Begünstigter eingetragen.
Die an einem Automaten erworbene Versicherungspolice war auf einen Betrag von 37.500 US-Dollar im Falle eines Ablebens von Frau King abgeschlossen (inflationsbereinigt entspräche das heute einer Summe von 380.000 US-Dollar). Die Ermittler konnten feststellen, dass es einige Zeit vor dem Absturz in einem  Drive-In-Restaurant in Denver, das Frau King gehörte, zu einer ungeklärten Explosion gekommen war, bei der das Lokal schwer verwüstet wurde. Die Ermittler stellten fest, dass Graham das Restaurant zunächst versichert und nach der Explosion die Versicherungssumme eingestrichen hatte.
Die Ermittler durchsuchten schließlich das Haus und das Auto von Graham. Sie fanden dabei Kabel sowie weitere Materialien für einen Bombenbau vor, außerdem ein Duplikat der am Flughafen abgeschlossenen Lebensversicherungspolice, in der Jack Gilbert Graham als Begünstigter eingetragen gewesen war, außerdem zwei weitere Policen über 6250 US-Dollar, in denen als Begünstigte die Tochter und eine Schwester von Daisie Eldora King angegeben waren. Beim Abgleich von Schriftproben konnte außerdem festgestellt werden, dass Frau King keine dieser Policen selbst unterschrieben hatte, ebenso wenig wie die am Flughafen erworbene Police. Die Unterlagen waren somit wertlos.
Graham sagte aus, dass Frau King ihre Reisetasche selbst gepackt hätte. Seine Ehefrau Gloria gab jedoch zu Protokoll, dass ihr Mann seiner Mutter am Morgen vor dem Flug ein Weihnachtsgeschenk in die Tasche miteingepackt hätte.
Angesichts der erdrückenden Beweislast und Widersprüchen in seinen Aussagen gestand Graham am 13. November 1955 schließlich, die Bombe im Koffer seiner Mutter platziert zu haben. Er gab an, dass er einige Dynamitstangen mit 3–4 Fuß Bindfaden (ca. 0,9 bis 1,2 Meter) um zwei Zünder herum verschnürt hätte. Graham habe zwei Zünder verwendet, um sicherzustellen, dass es auch dann zur Explosion komme, falls ein Zünder versage.
Für seine Tat habe sich Graham von dem Massenmörder Joseph-Albert Guay inspirieren lassen, der im Jahr 1949 in der kanadischen Provinz Québec eine Douglas DC-3 der Canadian Pacific Air Lines (Canadian-Pacific-Air-Lines-Flug 108) in die Luft sprengte. Der Modus Operandi von Graham sei derselbe gewesen wie bei Guay.

## Juristische Aufarbeitung

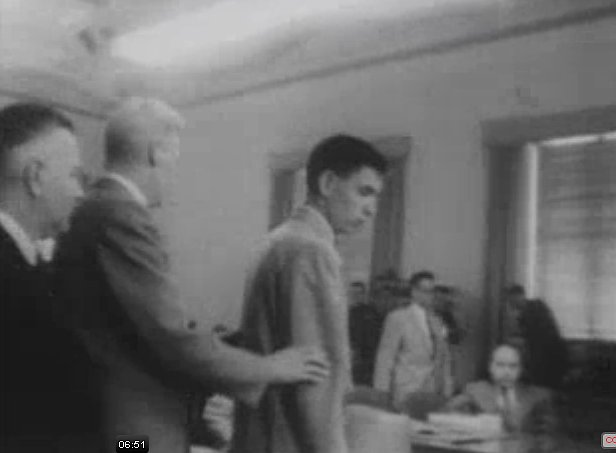
Ausschnitt aus der TV-Übertragung

Nachdem das Geständnis vorlag und die Justizbehörden sich der Sache angenommen hatten, stellten sie zu ihrem Erstaunen fest, dass es kein Gesetz gab, das das Herbeiführen einer Sprengstoffexplosion an Bord eines Verkehrsflugzeuges unter Strafe stellte. Um einem möglichen Freispruch Grahams in dem Fall zuvorzukommen, klagten sie ihn letztlich nur wegen des vorsätzlichen Mordes (premeditated murder) an seiner Mutter an. Trotz der Anzahl der Todesopfer des Absturzes auf Flug 629 lautete die Anklage folglich nur auf Mord ersten Grades. Es handelte sich um den ersten Gerichtsprozess im Bundesstaat Colorado, der im Fernsehen übertragen wurde, die Übertragung erfolgte auf den Fernsehsendern KLZ und KBTV.
Zur Strategie der Verteidigung im Prozess gehörte der Antrag, Grahams Geständnis für gegenstandslos erklären zu lassen, da er vor dem Unterzeichnen des Geständnisses nicht über seine Rechte aufgeklärt worden war. Der Antrag wurde abgelehnt. Während des Gerichtsprozesses im Jahr 1956 war die Verteidigung nicht in der Lage, die massive Beweislast zu widerlegen, die von den durch die Staatsanwaltschaft vorgelegten physischen Beweisen ausging und sich aus den Zeugenaussagen ergab.
Graham wurde schließlich zum Tode in der Gaskammer verurteilt. Das Todesurteil wurde nach einigen Aufschüben am 11. Januar 1957 in der Colorado State Penitentiary in Cañon City, Colorado vollstreckt. In einer letzten Erklärung vor der Hinrichtung äußerte Graham, dass er keine Reue für seine Tat und kein Mitleid für die Opfer empfinde.
Bei dem Fall handelte es sich um den zweiten Bombenanschlag auf ein Verkehrsflugzeug in den USA und den ersten, bei dem der Täter rechtskräftig verurteilt wurde. Die Ermittlungen zu dem Bombenanschlag auf den United-Air-Lines-Flug 23 im Jahr 1933 waren seinerzeit im Sande verlaufen. Als Reaktion auf den Zwischenfall auf Flug 629 wurde durch den US-Präsidenten Dwight D. Eisenhower ein Gesetz unterzeichnet, das Bombenanschläge auf Verkehrsflugzeuge für strafbar erklärte.